# Spoorlijn Marcq-Saint-Juvin - Baroncourt
De Spoorlijn Marcq-Saint-Juvin - Baroncourt was een Franse spoorlijn van Marcq naar Dommary-Baroncourt. De lijn was 74,5 km lang en heeft als lijnnummer 213 000.

## Geschiedenis
De dubbelsporige lijn werd in zijn geheel geopend op 12 april 1935 door de Compagnie des chemins de fer de l'Est. Omdat de lijn voornamelijk om strategische redenen was aangelegd waren er nauwelijks stations en haltes. Alle aansluitingen op andere spoorlijnen waren kruisingsvrij aangelegd met raccordementen en fly-overs. Hierdoor werd een capaciteit bereikt van 72 militaire treinen per etmaal. 
Kort voor de Tweede Wereldoorlog is de lijn intensief gebruikt voor militair verkeer. Na de Duitse inval tijdens Fall Rot in 1940 werden de spoorbruggen over de Maas en het viaduct van Ariéthal door de Franse troepen opgeblazen. Het viaduct van Ariéthal werd in 1941 weer hersteld. In 1944 werd het viaduct nogmaals opgeblazen, ditmaal door de Wehrmacht, ook nu werd het weer hersteld. Hierna in 1951 werd het gedeelte tussen Marcq-Saint-Juvin en Dun-Doulcon definitief gesloten.

## Aansluitingen
In de volgende plaatsen is of was er een aansluiting op de volgende spoorlijnen:
Marcq-Saint-Juvin
RFN 208 000, spoorlijn tussen Challerange en Apremont
Dun-Doulcon
RFN 083 950, fly-over van Dun-Doulcon
RFN 084 300, raccordement van Dun-Doulcon
RFN 088 000, spoorlijn tussen Lérouville en Pont-Maugis
Baroncourt
RFN 095 000, spoorlijn tussen Longuyon en Pagny-sur-Moselle
RFN 216 300, raccordement direct van Baroncourt
RFN 217 950, fly-over van Baroncourt
RFN 218 000, spoorlijn tussen Baroncourt en Audun-le-Roman

## Galerij

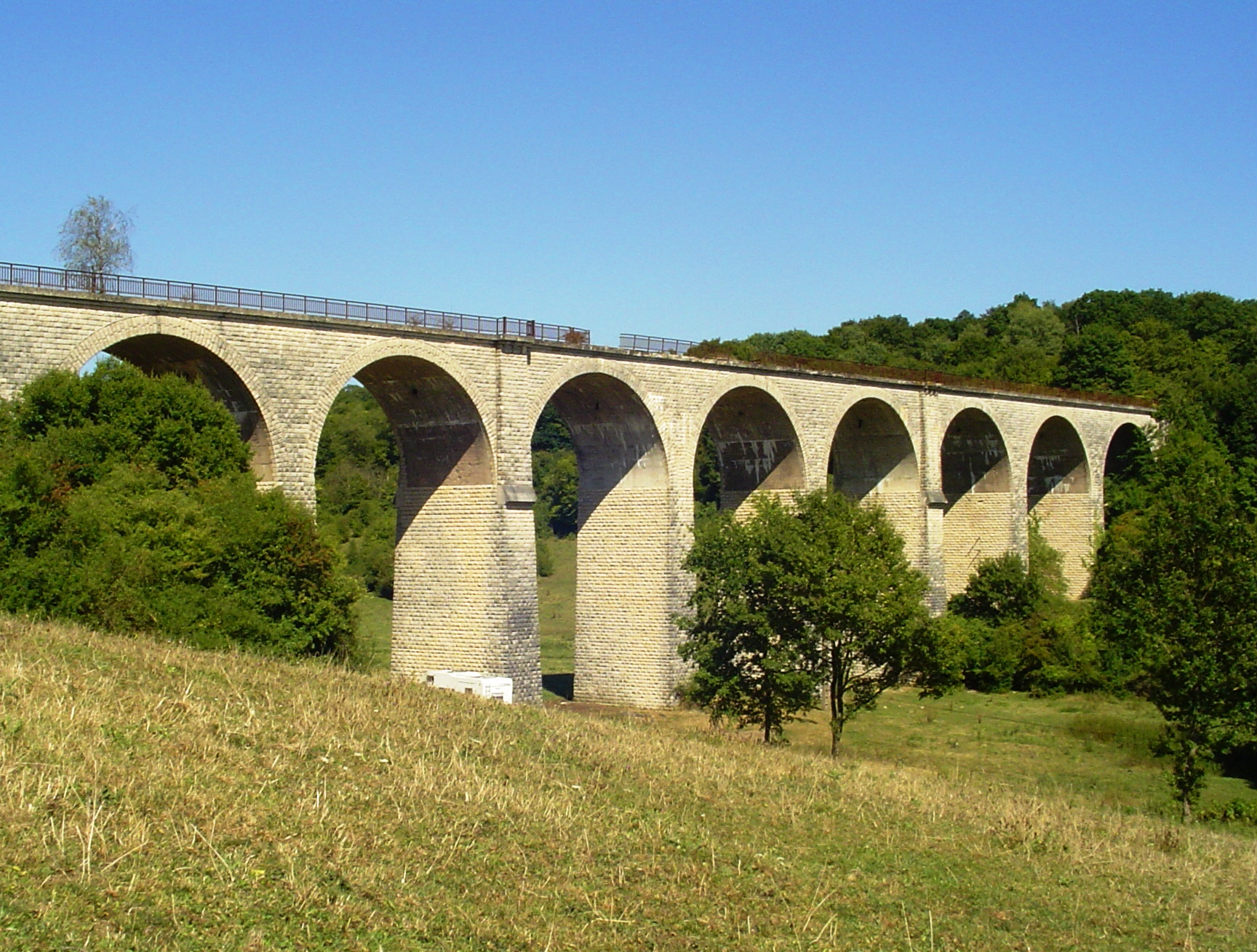
Viaduc d'Ariéthal
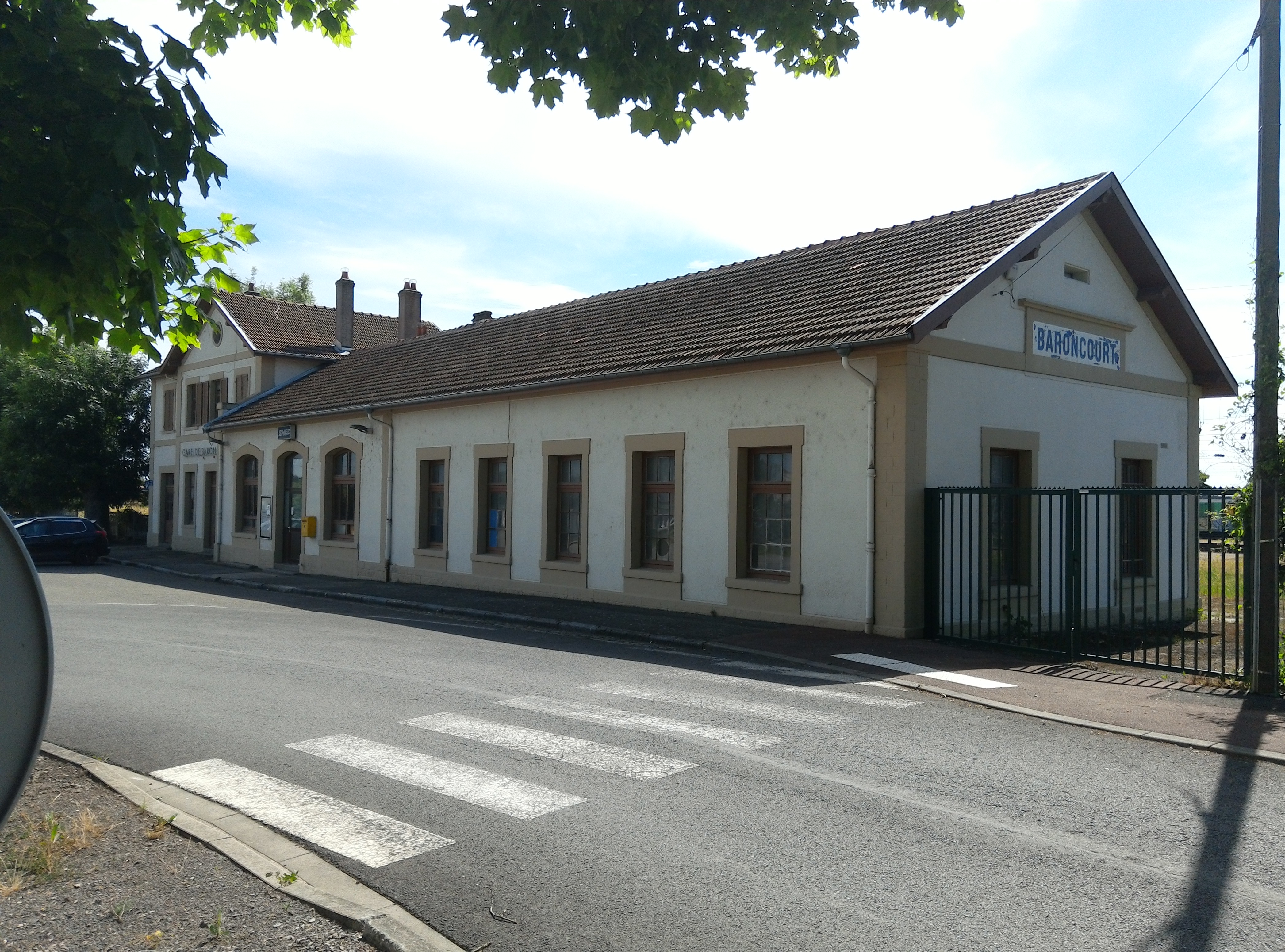
Station Baroncourt
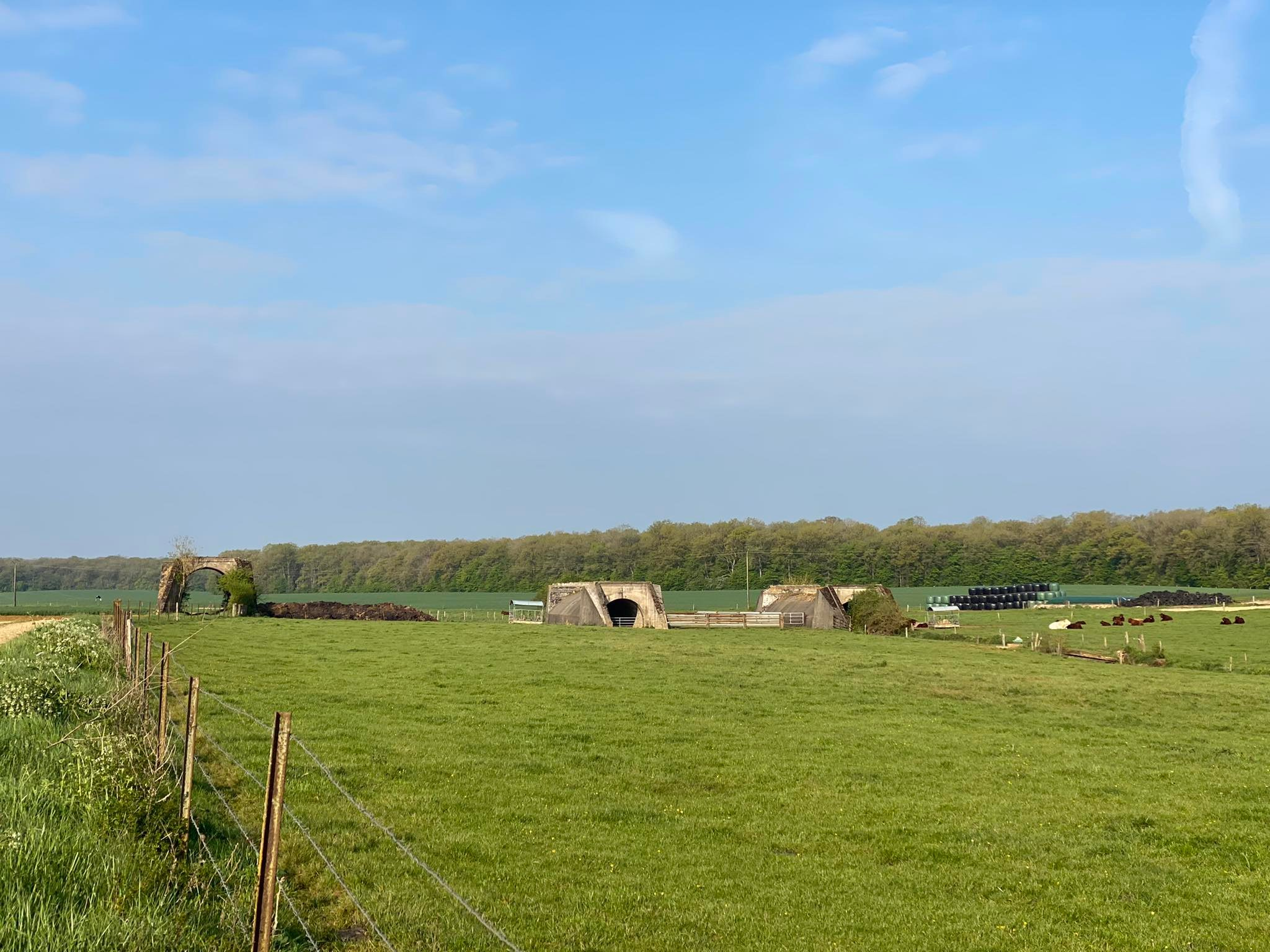
Ruines van spoorwegbrug te Billy-sous-Mangiennes